# Лубей
Лубей (кит. 鲁北镇, пін. Lŭbĕi Zhèn) — містечко у КНР, адміністративний центр хошуну Джаруд автономії Внутрішня Монголія.

## Географія
Лубей розташовується на схід від Великого Хінгану.

### Клімат
Містечко лежить у зоні, що характеризується кліматом тропічних степів. Найтепліший місяць — липень із середньою температурою 22,8 °C (73 °F). Найхолодніший місяць — січень, із середньою температурою −12,2 °С (10 °F).
| Клімат Лубея            | Клімат Лубея | Клімат Лубея | Клімат Лубея | Клімат Лубея | Клімат Лубея | Клімат Лубея | Клімат Лубея | Клімат Лубея | Клімат Лубея | Клімат Лубея | Клімат Лубея | Клімат Лубея | Клімат Лубея |
| Показник                | Січ.         | Лют.         | Бер.         | Квіт.        | Трав.        | Черв.        | Лип.         | Серп.        | Вер.         | Жовт.        | Лист.        | Груд.        | Рік          |
| Середній максимум, °C   | −6           | −3           | 4            | 15           | 23           | 27           | 28           | 27           | 22           | 14           | 3            | −4,4         | 12           |
| Середня температура, °C | −12          | −9           | −2           | 7            | 15           | 20           | 23           | 21           | 15           | 7            | −3           | −10          | 6            |
| Середній мінімум, °C    | −18          | −15          | −8           | 0            | 8            | 14           | 18           | 16           | 8            | 0            | −8           | −15          | 0            |
| Норма опадів, мм        | 1            | 1            | 4            | 10           | 24           | 70           | 133          | 97           | 34           | 15           | 3            | 1            | 393          |
| ----------------------- | ------------ | ------------ | ------------ | ------------ | ------------ | ------------ | ------------ | ------------ | ------------ | ------------ | ------------ | ------------ | ------------ |
| Джерело: Weatherbase    |              |              |              |              |              |              |              |              |              |              |              |              |              |